# SM U-108

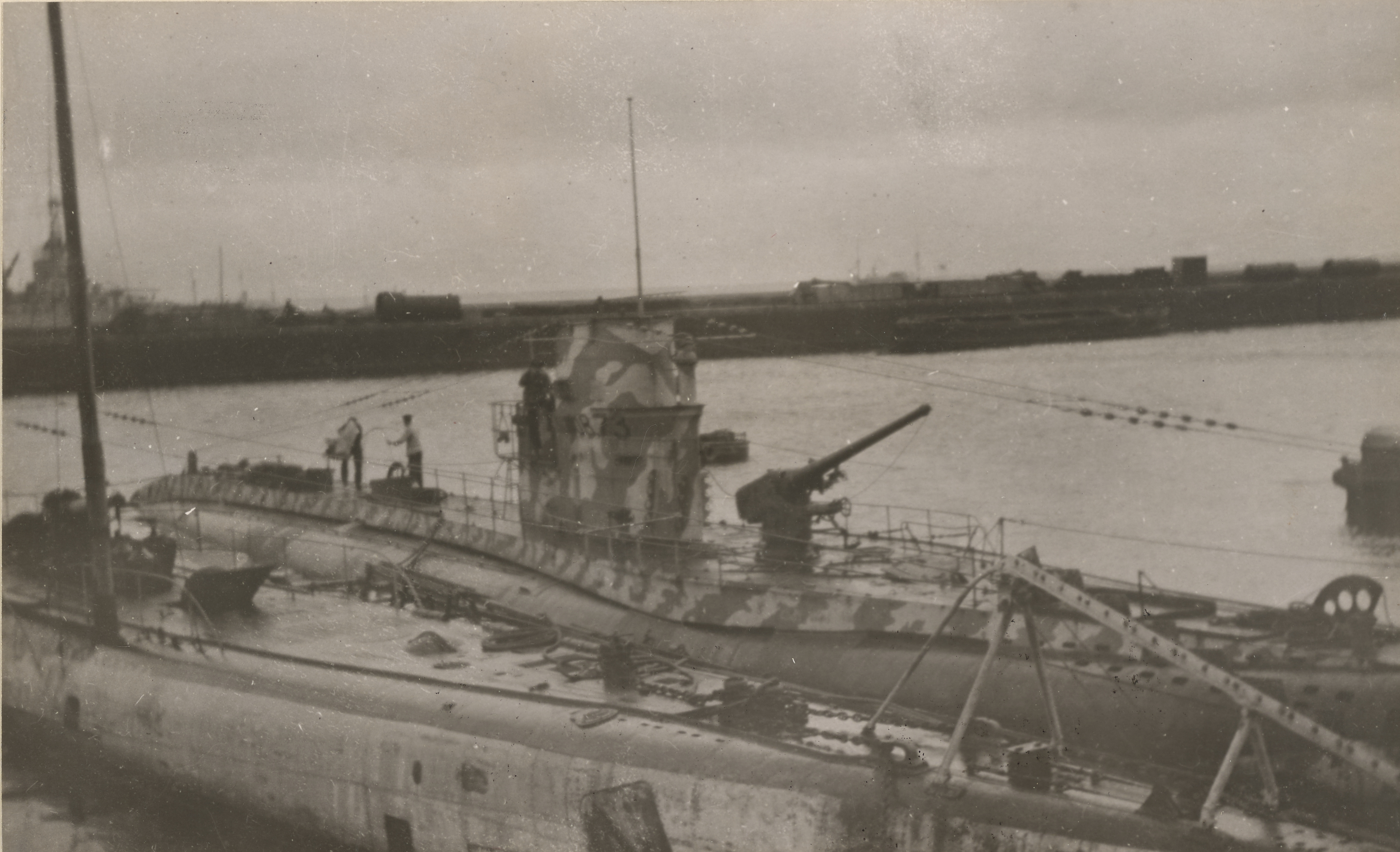
SM U-108 po kapitulacji we Francuskim porcie

SM U-108 – niemiecki okręt podwodny (U-Boot) typu U 93 z okresu I wojny światowej. Jednostka weszła do służby w 1917 roku. Jedynym dowódcą był Korvettenkapitän Martin Nitzsche.
U-108 odbył trzy patrole bojowe. Podczas jednego z nich torpedował i zatopił brytyjski parowiec „Barunga” (7484 ts) transportujący rannych żołnierzy australijskich. Nikt nie zginął.
Poddany 20 listopada 1918 roku w Harwich, wcielony do francuskiej marynarki wojennej jako „Léon Mignot”. W służbie do 24 lipca 1935 roku, później złomowany.